# Saint-Pierre-le-Viger
Saint-Pierre-le-Viger è un comune francese di 285 abitanti situato nel dipartimento della Senna Marittima nella regione della Normandia.

## Società

### Evoluzione demografica
Abitanti censiti